# Entertainment!
Entertainment! — debiutancki album brytyjskiej grupy Gang of Four, wydany we wrześniu 1979 roku przez EMI oraz Warner Bros. Records.

## Krótki opis
Płyta rozeszła się w około 100.000 egzemplarzy w Wielkiej Brytanii. Dotarła ona do 45. pozycji na UK Albums Chart, a wydany z niej singiel „At Home He’s A Tourist” - do 58. miejsca listy UK Singles Chart, najwyższej dla jakiegokolwiek singla zespołu. Okładka płyty przedstawia trzy rysunki kowboja i Indianina, ściskających sobie dłonie. Znajdujące się obok napisy są sprzeciwem wobec wykorzystywania ludności indiańskiej.

## Recenzje
Album zyskał bardzo pozytywne recenzje krytyków muzycznych za łączenie synkopowej, „urywanej” gitary z tradycjami punka i funka. Pitchfork Media umieścił płytę na 8. miejscu listy najlepszych albumów lat 70. W 2003 album został sklasyfikowany na 490. miejscu listy 500 albumów wszech czasów magazynu Rolling Stone.

## Lista utworów
| 1.  | "Ether"                     | 3:52  |
|     |                             |       |
| 2.  | "Natural's Not in It"       | 3:09  |
|     |                             |       |
| 3.  | "Not Great Men"             | 3:08  |
|     |                             |       |
| 4.  | "Damaged Goods"             | 3:29  |
|     |                             |       |
| 5.  | "Return the Gift"           | 3:08  |
|     |                             |       |
| 6.  | "Guns Before Butter"        | 3:49  |
|     |                             |       |
| 7.  | "I Found That Essence Rare" | 3:09  |
|     |                             |       |
| 8.  | "Glass"                     | 2:32  |
|     |                             |       |
| 9.  | "Contract"                  | 2:42  |
|     |                             |       |
| 10. | "At Home He's a Tourist"    | 3:33  |
|     |                             |       |
| 11. | "5.45"                      | 3:48  |
|     |                             |       |
| 12. | "Anthrax"                   | 4:23  |
|     |                             |       |
|     |                             | 40:42 |
|     |                             |       |